# Tottarps kyrka
Tottarps kyrka är en kyrkobyggnad i Tottarp. Den tillhör Uppåkra församling i Lunds stift.

## Kyrkobyggnaden
Kyrkan byggdes under den romanska tiden. Fram till en ombyggnad av professor Carl Georg Brunius i Lund på 1840-talet bestod kyrkan av ett mindre kor med absid, ett långhus och ett smalare västtorn. På södra sidan fanns ett vapenhus och norr om koret låg sakristian. 1849 revs koret, absiden, sakristian och vapenhuset medan tornet och långhus sparades. Istället uppfördes ett helt nytt östparti med tvärskepp. Tornet har tillkommit senare än långhuset. Utifrån olika muriakttagelser menar man att det kan ha tillkommit i början av 1300-talet. I början av 1400-talet slogs valv i långhuset. Då kyrkan, trots Brunius utvidgning, var för liten för församlingen i slutet av 1800-talet, skedde en restaurering och utbyggnad från juli 1891. Ett tresidigt korutsprång togs bort och ersattes av ett kvadratiskt kor med rak altarvägg. Murarbeten utfördes av byggmästaren S. A. Malmros i Tottarp. Den restaurerade kyrkan invigdes 15 november 1891 av prebendekomministern P. Agrup från Lomma. 1898 utförde Svante Thulin från Lund dekorationsmålerier på väggar och valv.

## Inventarier
Kyrkans äldsta bevarade föremål är ett triumfkrucifix från 1400-talet. Rester efter kyrkans senmedeltida altartavla finns bevarad men den är övermålad med nya motiv år 1700 av kyrkomålaren Andreas von Köhlen (troligen skall det vara Antoni von Köhlen) i Malmö.
I samband med kyrkans nyinvigning 1891 inskaffades åtskilliga inventarier. Ingenjör August Waldemar Lundberg i Lomma ritade en ny altaruppsats och predikstol i nygotisk stil som snickaren N. Lindgren i Lomma förfärdigade och som blev målade av Sundblad i Flädie. Även en ljuskrona cicelerad av Sven Bengtsson i Lund insattes i kyrkan. Konstnären Fredrik Krebs i Lund gjorde målningarna. På en av dessa finns infogat en liten bild av den indiske guden Shiva. 

## Klockor
Ena klockan är gjuten 1618 av Wilhelm Rieb, Malmö, och den andra gjuten 1747 av Andreas Wetterholtz, Malmö Privilegierade Klock- och Styckgjuteri.

### Orgel
- 1868 byggde Jöns Lundahl, Malmö, en orgel med 9 stämmor. Innan den kom på plats, så några år tidigare föregicks en strid mellan Lundahl och orgelbyggaren Sven Fogelberg i Lund om rätten att bygga denna orgel. 1890 blev orgeln renoverad av Rasmus Nilsson i Malmö.
- 1910 byggde Johannes Magnusson, Göteborg en orgel med 8 stämmor.
- Den nuvarande orgeln byggdes 1973 av A. Mårtenssons Orgelfabrik AB, Lund och är mekanisk. Fasaden är från 1868 års orgel.

| Huvudverk I  | Svällverk II      | Pedal        | Koppel |
| Gedackt 8´   | Rörflöjt 8´       | Subbas 16´   | I/P    |
| Principal 4' | Salicional 8'     | Nachthorn 4' | II/P   |
| Waldflöjt 2' | Fugara 4'         |              | II/I   |
| Kvint 1 1/3' | Principal 2'      |              |        |
|              | Tremulant         |              |        |
|              | Crescendosvällare |              |        |